# Ohr
Das Ohr (lateinisch Auris) ist Teil des Sinnesorgans, mit dem Schall, also Töne, Laute, Klänge oder Geräusche aufgenommen werden. Zum Innenohr gehört auch das Gleichgewichtsorgan. Die Ohrgegend wird als Regio auricularis bezeichnet und umfasst Ohrmuschel und Ohrbasis. Sie ist Teil der Kopfregionen (Regiones cranii).
Zum Hörsystem (auch Gehör) bzw. Hörorgan (auch Gehörorgan), das die auditive Wahrnehmung ermöglicht, gehören außer Außen-, Mittel- und Innenohr auch der Hörnerv und die Umschalt- und Verarbeitungsstationen im zentralen Nervensystem, bei Säugetieren also einige Areale im Hirnstamm und Zwischenhirn, bis hinauf zur auditiven Hirnrinde.

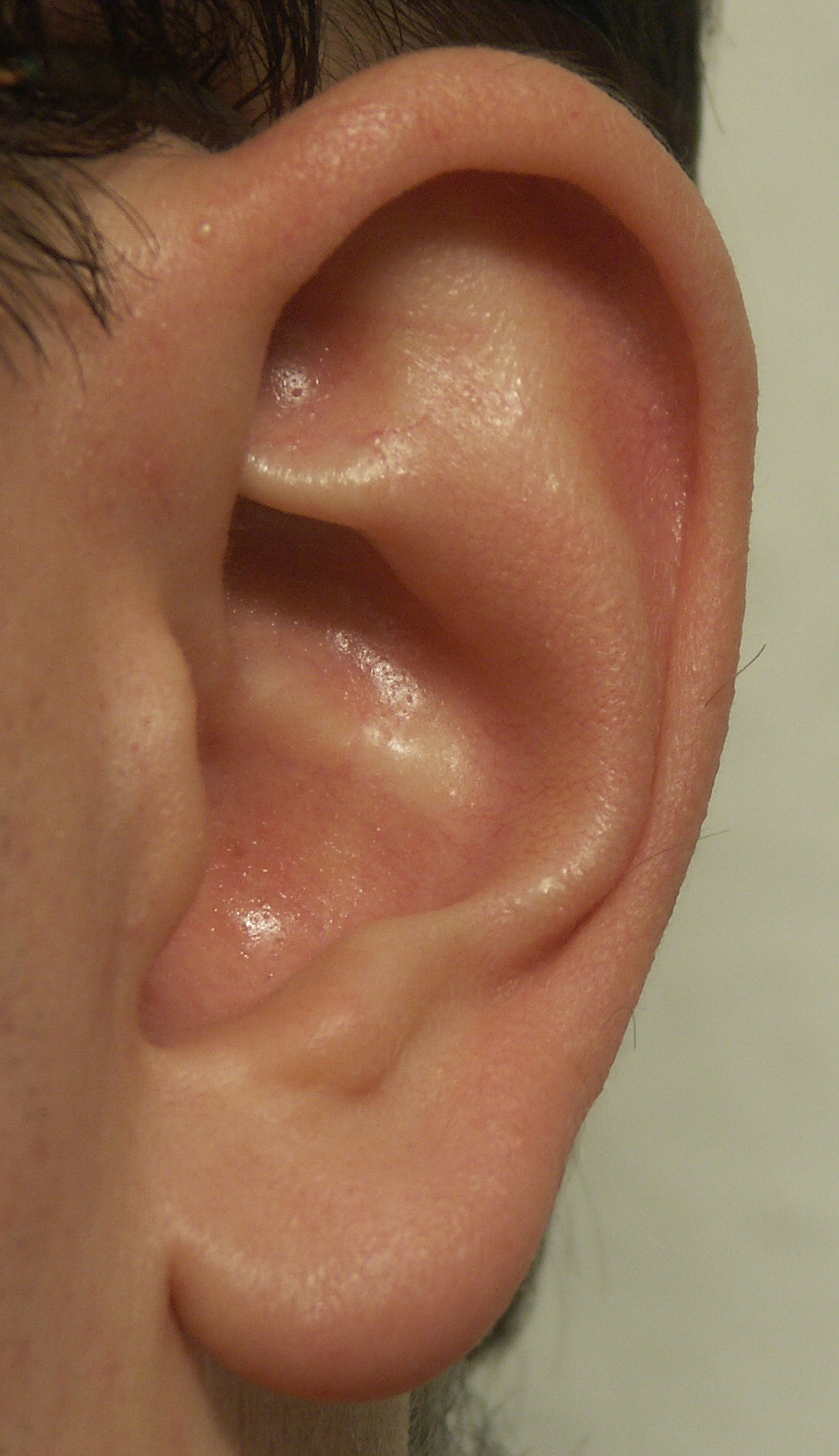
Menschliche Ohrmuschel

## Etymologie
Das gemeingermanische Wort mittelhochdeutsch ōr(e), althochdeutsch ōra beruht auf indogermanisch *ōus- „Ohr“ (lateinisch auris; altgriechisch οὖς us, Genitiv ὠτός otós).

## Ohren im Allgemeinen
Der Hörsinn ist gegen den Vibrationssinn abzugrenzen. Letzterer nimmt Substratschall auf, etwa wenn der Untergrund vibriert. Hören, d. h. die Wahrnehmung rhythmischer Druckwellen in Luft oder Wasser, ist in der Evolution nur bei relativ wenigen Tiergruppen entstanden. Fast alle Landwirbeltiere (Tetrapoden), viele Fische und etliche Insektenarten können demnach hören, ebenso einige Kopffüßer. Die meisten Wirbellosen leben jedoch in einer stummen Welt. Bei den Wirbeltieren hat die Natur das Hören wahrscheinlich 2- bis 3-mal unabhängig voneinander erfunden. Die ersten Hörorgane entstanden im Devon vor etwa 380 Millionen Jahren. Ein wesentlicher Schritt zum Erwerb eines guten Hörvermögens war danach die Entwicklung eines Mittel- und Innenohrs, inklusive eines Trommelfelles. Bei den Insekten entstand das Hörvermögen sogar mindestens 20-mal unabhängig voneinander.
Aufbau und Platzierung der Hörorgane sind bei den verschiedenen Arten sehr unterschiedlich. Bei Heuschrecken sitzen die Ohren am Hinterleib oder den Beinen, bei Zikaden an den Beinen und bei Mücken und Fliegen an den Fühlern. Einige Eidechsen- und Salamanderarten hören mit Brustkorb und Lunge. Äußere Ohren sind bei den meisten Säugetierarten und Vogelarten vorhanden, Ausnahmen finden sich bei einigen Delfinarten. Reptilien, Amphibien und Fische haben keine äußeren Ohren. Bei Reptilien und Amphibien sitzt dadurch das Trommelfell direkt an der Außenseite des Kopfes.
Der Hörbereich des menschlichen Ohrs reicht in jungen Jahren von etwa 16 Hertz bis maximal 20.000 Hertz. Unter anderem können Elefanten noch tiefere Frequenzen wahrnehmen, den Infraschall, während eine Reihe von Tieren, zum Beispiel Mäuse, Hunde, Delfine und Fledermäuse, noch wesentlich höhere Frequenzen, den Ultraschall, hören können.
Eine Aufgabe des Hörens ist die Orientierung im Raum, also Schallquellen zu lokalisieren, das heißt, deren Richtung und Entfernung zu bestimmen. Seitlich einfallender Schall erreicht das zugewandte Ohr eher als das abgewandte und ist dort lauter, da das abgewandte Ohr durch den Kopf abgeschattet wird. Diese Laufzeitdifferenzen und Pegeldifferenzen zwischen beiden Ohren werden vom Gehirn ausgewertet und zur Richtungsbestimmung genutzt. Darüber hinaus erzeugt die Ohrmuschel je nach Richtung spezifische Veränderungen des Frequenzgangs, die ebenfalls ausgewertet und zur Richtungsbestimmung benutzt werden.
Viele Lebewesen, auch der Mensch, können vorhandene Schallquellen lokalisieren, die Orientierung im Raum erfolgt aber vor allem mit Hilfe des Gleichgewichtssinns und des Gesichtssinns. Delfine und Fledermäuse haben in der Evolution den Gehörsinn zu einem besonders hochstehenden Orientierungssystem entwickelt. Beide stoßen hochfrequente Signale im Ultraschallbereich aus (bis 200 kHz) und orientieren sich anhand des Echos. Dieses aktive Verfahren zur Orientierung nennt man Ortung. Bei den Fledermäusen hat das Gehör die Augen weitgehend ersetzt, die in der Dunkelheit von keinem großen Nutzen sind.

## Das Ohr des Menschen

Äußeres Ohr, Mittelohr und Innenohr mit Hörschnecke, Sacculus, Utriculus und Bogengängen (Das Trommelfell gehört zum Mittelohr).

### Aufbau
Der anatomische Aufbau und die genauen Funktionen des Ohres waren im Mittelalter noch weitgehend unbekannt. Neuzeitliche Erkenntnisse darüber gewannen unter anderem Antonio Maria Valsalva sowie Andreas Vesalius, Bartolomaeus Eustachius, Gabriel Falloppius und Johannes Philippus Ingrassia (1510–1580). Beim Menschen und anderen Säugetieren wird das Ohr in drei Bereiche eingeteilt:
- Das Außenohr umfasst den Ohrknorpel, die Ohrmuschel, das Ohrläppchen und den äußeren Gehörgang oder auch Ohrkanal und die Außenseite des Trommelfells. Es dient nicht nur dem Einfangen des Schalls, sondern auch dazu, eine bestimmte Einfallsrichtung des Schalls durch spektrale Minima und Maxima zu kodieren (siehe Lokalisation). Die zahlreichen Erhebungen und Vertiefungen der Ohrmuschel bilden akustische Resonatoren, die jeweils bei Schalleinfall aus einer bestimmten Richtung angeregt werden. Hierdurch entstehen richtungsabhängige Minima und Maxima im Frequenzspektrum des Ohrsignals, die vom Gehör zur Bestimmung der Einfallsrichtungen oben, unten, vorn oder hinten genutzt werden (Richtungsbestimmende Bänder).
- Zum Mittelohr gehören das Trommelfell und die Gehörknöchelchen Hammer, Amboss und Steigbügel. Das Runde Fenster verbindet die Paukentreppe des Innenohrs mit dem Mittelohr. Die Eustachische Röhre, auch Ohrtrompete genannt, verbindet Mittelohr und Nasenrachenraum. Im Mittelohr findet eine mechanische Impedanzwandlung statt, die eine optimale Übertragung des Signals vom Außenohr zum Innenohr ermöglicht. Da die akustische Impedanz von Wasser ca. 3000-mal so groß ist wie die von Luft, würde ohne das von den Gehörknöchelchen gebildete Hebelsystem nur ein geringer Teil der Schallenergie, die das Trommelfell erreicht, an das Innenohr weitergegeben werden.
- Das Innenohr liegt in einem kleinen Hohlraumsystem (knöchernes Labyrinth, lat. Labyrinthus osseus) innerhalb des Felsenbeines, eines Teils des Schläfenbeines. In diesem knöchernen Labyrinth befindet sich das membranöse oder häutige Labyrinth (lat. Labyrinthus membranaceus), bestehend aus der Hörschnecke (lat. Labyrinthus cochlearis, kurz: Cochlea), in der Schall in Nervenimpulse umgesetzt wird, und dem Gleichgewichtsorgan (lat. Labyrinthus vestibularis). Das Gleichgewichtsorgan besteht aus den Bogengängen und zwei bläschenförmigen Anteilen, dem Utriculus und dem Sacculus. Es dient dem Erkennen von Bewegungsänderungen und der Richtung der Erdanziehungskraft. Gehörschnecke und Gleichgewichtsorgan sind ähnlich gebaut: Beide sind mit zwei gemeinsamen parallelen Flüssigkeitssystemen (Perilymphe und Endolymphe) gefüllt und besitzen Haarzellen. Die Haarzellen sind zylinderförmig und haben ihren Namen von den etwa 30 bis 150 haarartigen Fortsätzen am oberen Ende der Zelle (Stereozilien). Durch Bewegungen der Flüssigkeit werden die Härchen gebogen und lösen dabei Nervenimpulse aus. Am unteren Ende befindet sich eine Synapse mit einem sensorischen Neuron, die bereits im Ruhezustand Neurotransmitter ausschüttet. Werden nun durch Schallschwingungen oder Bewegungsänderungen des Kopfes die Haarfortsätze ausgelenkt, ändert sich die Menge der Neurotransmitter. Im Gleichgewichtsorgan sind die Haarfortsätze mit einer Art Gallertschicht überzogen, auf die kleine Kristalle von Calciumcarbonat aufgelagert sind, welche die Auswirkung von Bewegungen verstärken. Von der Gehörschnecke geht der Hörnerv gemeinsam mit den Nervenbündeln des Gleichgewichtsorganes als Nervus vestibulocochlearis in Richtung Gehirn.

### Gehör
Die Wahrnehmung von akustischen Signalen wird wesentlich davon mitbestimmt, wie Schallschwingungen auf ihrem Weg vom Außenohr über das Mittelohr hin zu den Nervenzellen des Innenohrs jeweils umgeformt und verarbeitet werden. Das menschliche Gehör kann akustische Ereignisse nur innerhalb eines bestimmten Frequenz- und Schalldruckpegelbereichs wahrnehmen. Zwischen der Hörschwelle und der Schmerzschwelle liegt die Hörfläche.
Der leiseste wahrnehmbare Schalldruck bei normalhörenden Menschen ist bei einem Ton von 2.000 Hz etwa 20 Mikro-Pascal (20 µPa = 2·10−5 Pa), das entspricht Lp = 0 dBSPL Schalldruckpegel. Diese Schalldruckveränderungen Δ p werden über das Trommelfell und die Mittelohrknöchelchen ins Innenohr übertragen, und im Ohr-Gehirnsystem entsteht dann der Höreindruck. Weil das Trommelfell als Sensor mit dem Ohrsystem die Eigenschaften eines Schalldruckempfängers hat, beschreibt der Schalldruckpegel als Schallfeldgröße die Stärke des Höreindrucks am besten. Die Schallintensität J in W/m² ist als Schallenergiegröße hingegen nicht geeignet, den Höreindruck zu beschreiben; aufgrund der komplexen Impedanz des Außen- und Mittelohres bei gleichem Schalldruckpegel. Gleiches gilt sinngemäß für die Schallschnelle.
Das menschliche Gehör vermag bereits eine äußerst geringe Schallleistung aufzunehmen. Der leiseste wahrnehmbare Schall erzeugt eine Leistung von weniger als 10−17 W im Innenohr. Innerhalb einer zehntel Sekunde, die das Ohr braucht, um dieses Signal in Nervenimpulse umzusetzen, wird durch eine Energie von etwa 10−18 Joule schon ein Sinneseindruck erzeugt. Daran wird deutlich, wie empfindlich dieses Sinnesorgan eigentlich ist.
Die Schmerzgrenze liegt bei über 130 dBSPL, das ist mehr als der dreimillionenfache Schalldruck des kleinsten hörbaren (63,246:0,00002 = 3.162.300). Vor allem das Innenohr und hier die Haarzellen und deren Stereozilien, nehmen bei hohem Schalldruck Schaden.
Beim Richtungshören und bei der Kopfhörer-Stereofonie spielen Laufzeitunterschiede und Pegelunterschiede zwischen beiden Ohren und somit auch der individuelle Ohrabstand eine gewisse Rolle, sowie spektrale Eigenschaften der Ohrsignale.
Die Techniken zur Untersuchung der Hörfähigkeit werden unter dem Begriff Audiometrie zusammengefasst. Ein Ergebnis eines Hörtests, der das Hörvermögen bei verschiedenen Frequenzen untersucht, nennt sich Audiogramm. Aus diesem lässt sich meistens die Hörschwelle ablesen.
Außerhalb des eigentlichen Ohres liegen jedoch die Nervenbahnen, die zum Hörzentrum des Hirns führen, sowie das Hörzentrum selbst. Sind diese beeinträchtigt, so kann auch bei einem funktionsfähigen Ohr die Schallwahrnehmung beeinträchtigt sein.
Der Weg des Schalls: Ohrmuschel → Gehörgang → Trommelfell → Gehörknöchelchen → Hörschnecke → Hörnerv

### Krankheiten

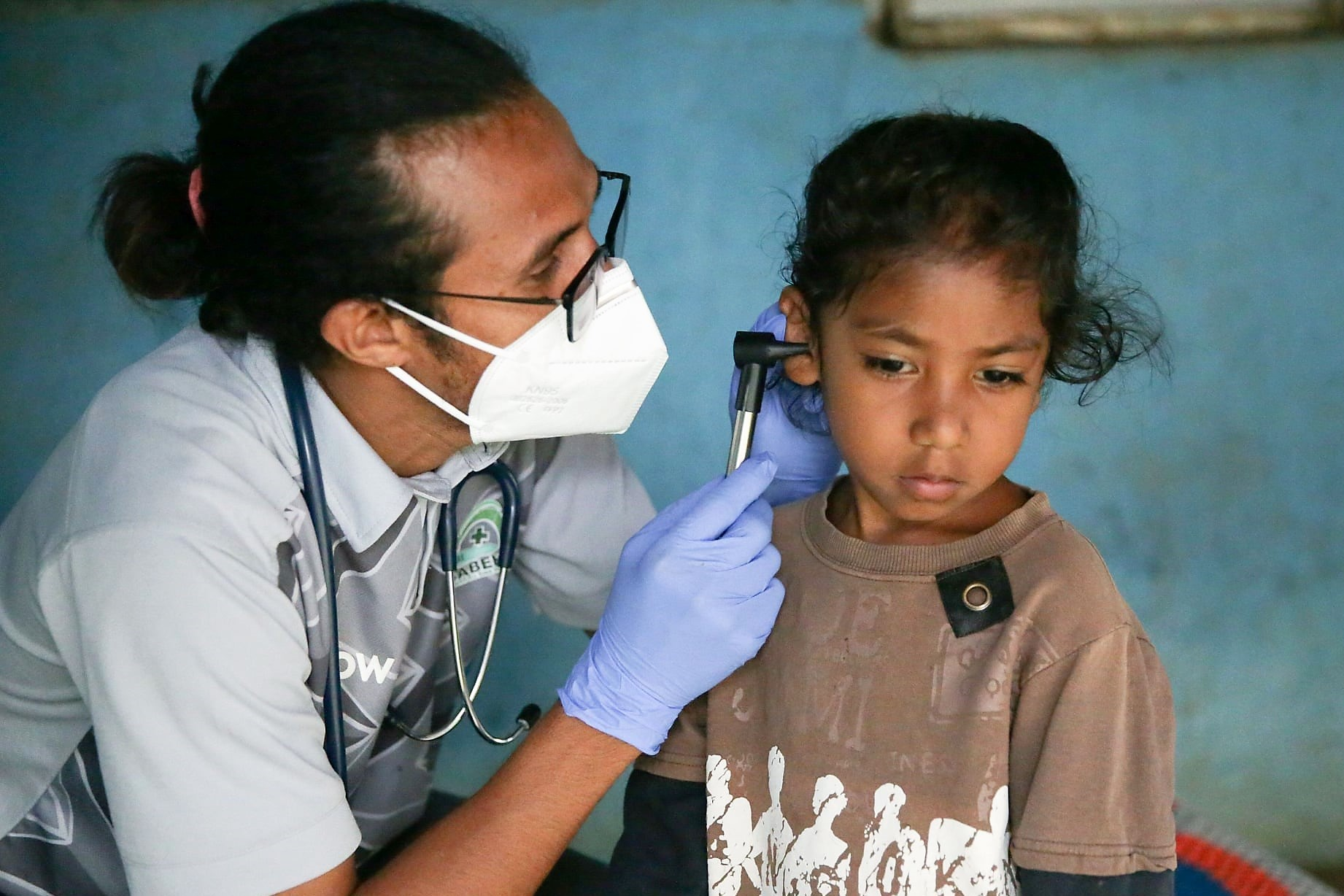
Untersuchung des Ohres mit einem Otoskop

Das menschliche Ohr kann auf verschiedenartige Weisen erkranken, die jeweils für den betroffenen Teil des Ohres spezifisch sind.
- Das Außenohr ist durch seine relativ dünne Haut im Gehörgang und in der Ohrmuschel empfänglich für Infektionen mit Bakterien oder Pilzen. Diese führen zur häufig beobachteten Ohrenentzündung (Otitis externa). Durch geschwächte Abwehr und mangelhafte Behandlung kann die Infektion (Phlegmone, Otitis externa diffusa, bzw. Gehörgangsfurunkel, Otitis externa circumscripta) auf den Knochen, der den Gehörgang umgibt, übergreifen und dessen Vereiterung (Otitis externa maligna) verursachen. Bei Befall der Ohrmuschel spricht man von einer Ohrmuschelperichondritis.
- Es gibt angeborene und erworbene Ohrmuschelfehlbildungen. Die häufigste angeborene Ohrmuschelfehlbildung sind die abstehenden Ohren, seltener sind zweit- oder drittgradige Ohrmuschelfehlbildungen wie die Mikrotie. Erworbene Ohrmuschelfehlbildungen entstehen durch äußere Einwirkungen, wie z. B. Unfälle oder auch Tierbissverletzungen.
- Auch das Mittelohr kann von einer Entzündung und Vereiterung betroffen sein. Man unterscheidet die akute Mittelohrentzündung (Otitis media acuta) von der chronischen Mittelohrentzündung (Otitis media chronica). Durch die Entzündung können auch die Gehörknöchelchen angegriffen und zerstört werden. Das Mittelohr kann auch durch große Schalldrücke beschädigt werden, wie sie bei Explosionen entstehen. Zusammen mit anderen hieraus entstandenen Schäden spricht man vom Explosionstrauma. Die Mittelohrentzündung kann auch Ausgangspunkt einer Mastoiditis sein (druckschmerzhafte ödematöse Schwellung hinter dem Ohr, die rasch zu einem fluktuierenden subperiostalen Abszess wird).

- Häufige Erkrankungen des Innenohres treten im Zusammenhang mit dauerhafter Lärmbelastung und Knalltraumata auf. Hierbei werden die Haarzellen geschädigt. Die Umwandlung der mechanischen Reize in Nervenimpulse ist dann nicht mehr möglich und eine Schwerhörigkeit ist die Folge. In diesem Zusammenhang tritt auch oft Tinnitus auf. Das Innenohr ist auch Ziel von viralen Infektionen wie Meningitis, Masern und Mumps. Auch einige Medikamente (z. B. Gentamicin) können das Innenohr schädigen.

Die Ursachen des sogenannten Hörsturzes, bei dem ein plötzlicher Hörverlust, Tinnitus und Schwindel auftreten können, sind unbekannt. Ähnliche Symptome können auch infolge einer Bogengangsdehiszenz (ein Knochendefekt im Innenohr) auftreten.
- Die Infektionskrankheit Mumps befällt insbesondere auch die Ohrspeicheldrüse (sie liegt etwas unter dem Ohr in der Nähe des Kiefergelenks).

Zur Diagnostik von Erkrankungen des Ohres, dessen pathologische Anatomie Joseph Toynbee um 1845 wissenschaftlich darstellte, stehen, insbesondere der Hals-Nasen-Ohren-Heilkunde, neben den allgemein üblichen Methoden der Medizin wie Röntgenuntersuchungen, serologischen und visuellen Untersuchungen auch Hörtests zur Verfügung.

## Ohrabdruck
Der Abdruck der Ohren kann zur Identifizierung einer Person dienen. Dabei hat der Ohrabdruck einen ähnlich hohen Beweiswert wie ein Fingerabdruck. Die Kriminalistik kann auf Basis der hinterlassenen Ohrabdrücke, z. B. beim Lauschen an Fenstern oder Haustüren, durchaus Straftäter überführen. Vorteil gegenüber dem Fingerabdruck ist, dass ein Ohrabdruck meist nicht zufällig entsteht. Fingerabdrücke sind meist von vielen Personen am Tatort zu finden.
Das menschliche Außenohr wächst nach der Adoleszenz langsam weiter, mit durchschnittlich etwa 0,2 mm pro Jahr.

## Dokumentation
- Das Wunder des Hörens. Regie: Ralph Loop, Produktion: Irene Höfer, ZDF, Deutschland, 53 Minuten, 2019